# Barrera de los 10 segundos
La expresión  la barrera de los 10 segundos se utiliza en el ámbito del atletismo para referirse al límite físico y psicológico de completar la carrera de 100 metros masculina en un tiempo inferior a 10 segundos. Tradicionalmente este logro era considerado un hito muy importante en la carrera de un gran velocista, pero a partir de la década de los 90, su importancia ha disminuido un tanto en la medida que un mayor número de corredores han "roto" la barrera de los diez segundos.

## Historia

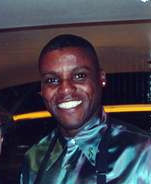
Carl Lewis fue el primer competidor en realizar los 100 m en menos de 10 segundos a baja altitud.

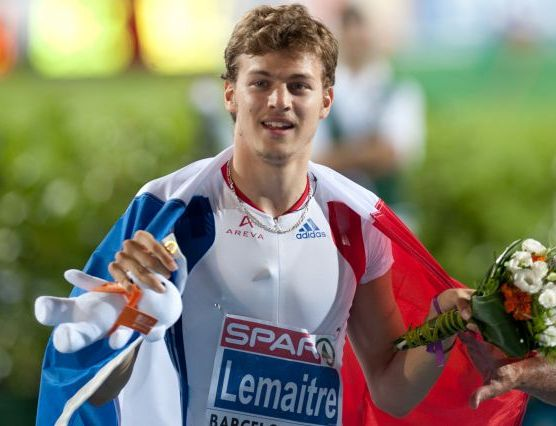
Christophe Lemaitre fue el primer hombre blanco en correr los 100 m en menos de 10 segundos.

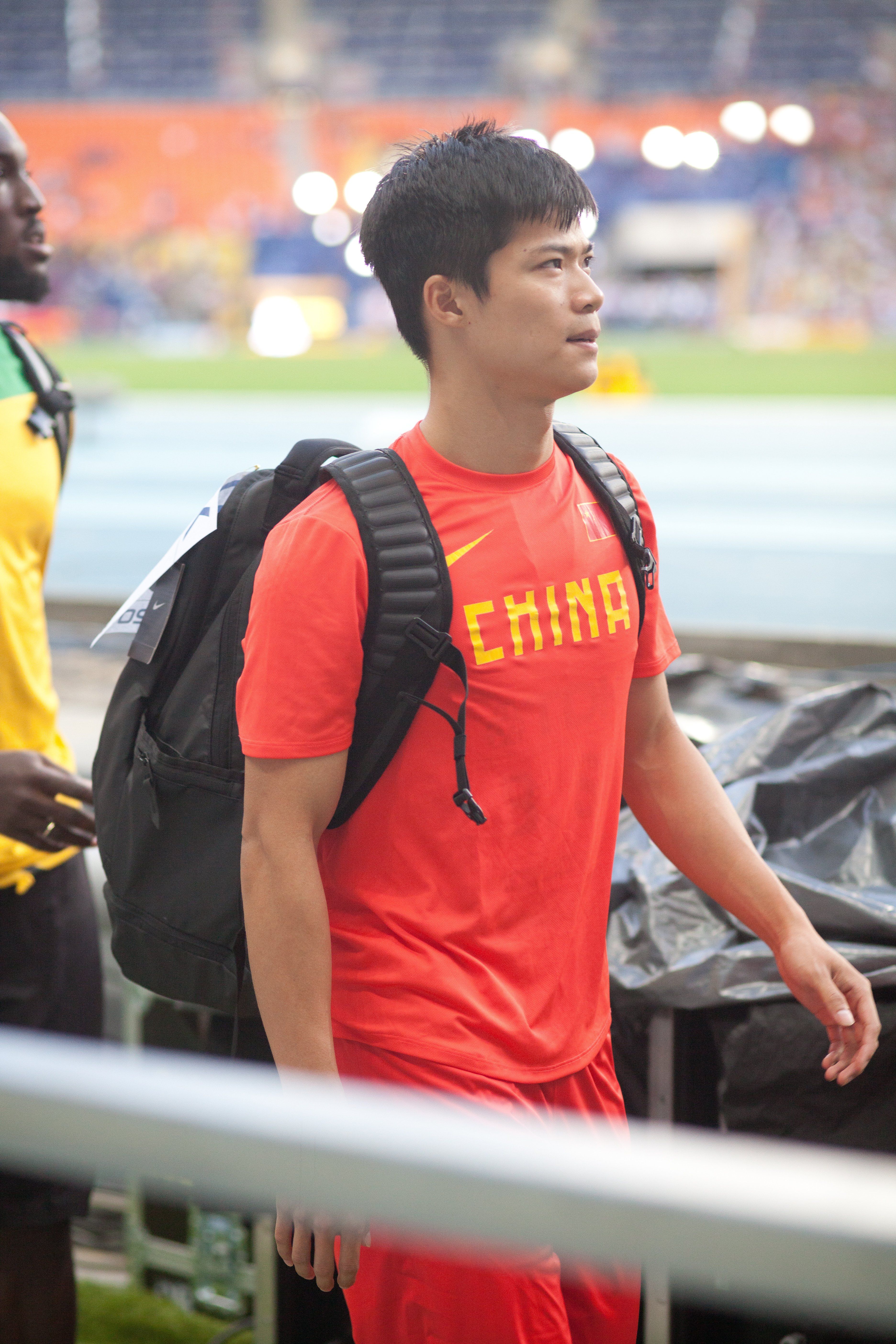
Bingtian Su fue el primer hombre mongoloide en correr los 100 m en menos de 10 segundos.

Los primeros tiempos registrados inferiores a 10 segundos fueron medidos utilizando técnicas manuales de cronometraje con cronómetro. Sin embargo la Asociación Internacional de Federaciones de Atletismo en la actualidad establece que las mediciones son oficiales solo si han sido cronometradas utilizando medición de tiempo completamente automática, una velocidad del viento inferior a 2.0 m/s, y sin utilizar substancias de mejoramiento del rendimiento.    Las mediciones pueden ser declaradas no válidas si la sonda de medición de la velocidad del viento no funciona correctamente o el corredor realiza alguna infracción.
Bajo estas reglas, la barrera fue batida por primera vez el 14 de octubre de 1968 por el atleta de Estados Unidos Jim Hines. Hines registró un tiempo de 9.95 segundos y ganó los 100 metros en la Olimpíada de 1968, estableciendo un nuevo récord mundial. Pasaron casi nueve años antes de que la barrera fuera batida nuevamente por Silvio Leonard quien registró un tiempo de 9.98 segundos el 11 de agosto de 1977. Ambas marcas fueron establecidas en un sitio de altitud elevada, lo cual mejora la relación distancia-tiempo a causa de la menor resistencia del aire. El 14 de mayo de 1983, Carl Lewis fue el primer velocista en batir la marca corriendo a baja altitud, con una marca de 9.97 segundos. Calvin Smith marcó un récord mundial con un tiempo de 9.93 segundos el 3 de julio de 1983, y se convirtió en el primer velocista en haber corrido en menos de 10 segundos dos veces, al batir la marca nuevamente en agosto de ese mismo año.

## Carrera
Casi todos los atletas que han batido la barrera de los 10 segundos poseen ascendencia del Oeste de África (las excepciones son el australiano Patrick Johnson, el francés Christophe Lemaitre, el namibio Frankie Fredericks, el atleta de Zimbabue Ngonidzashe Makusha y el chino Bingtian Su). Antes de que el francés Christophe Lemaitre corriera en un tiempo de 9.98 en el 2010, ningún velocista de ascendencia predominantemente asiática o de África del Este había logrado esta meta, aunque en forma no oficial el polaco Marian Woronin había batido la barrera con un registro de 9.992 segundos. Colin Jackson (un atleta de raza mixta y que previamente había tenido el récord mundial en carrera de 110 metros con vallas) es de notar que sus dos padres eran atletas destacados lo cual parecería sugerir los efectos hereditarios podrían tener una importancia destacable. La diferencia racial puede también ser reforzada por la existencia de modelos de rol negros.
El 13 de junio de 2014, Trayvon Bromell consiguió 9.97 (+1.8 m/s) en Eugene con 18 años y 338 días de edad. Superando así a Yohan Blake como el hombre más joven de romper la barrera de los 10 segundos, quien lo había conseguido el 10 de julio de 2009 con 19 años y 196 días de edad en Roma. 
El 29 de mayo de 2016, el ex campeón mundial Kim Collins mejoró su récord personal al mantener 9.93 (+1.9 m/s) en Bottrop con 40 años y 54 días de edad. Mejoró su propia posición como el hombre más viejo de romper la barrera de los 10 segundos, el primero sobre la edad de 40.

## Tiempos registrados en forma electrónica
| #   | Fecha en que la batió por primera vez | Atleta                   | Tiempo (Segundos) | Edad               | Nacionalidad           | Continente                  | Marca personal (año) | Ref      |
| --- | ------------------------------------- | ------------------------ | ----------------- | ------------------ | ---------------------- | --------------------------- | -------------------- | -------- |
| 1   | 14 de octubre de 1968                 | Jim Hines                | 9.95 (A)          | 22 años y 34 días  | Estados Unidos         | América del Norte y Central | 9.95 (1968)          |          |
| 2   | 11 de agosto de 1977                  | Silvio Leonard           | 9.98 (A)          | 21 años y 325 días | Cuba                   | América del Norte y Central | 9.98 (1977)          |          |
| 3   | 14 de mayo de 1983                    | Carl Lewis               | 9.97              | 21 años y 317 días | Estados Unidos         | América del Norte y Central | 9.86 (1991)          |          |
| 4   | 3 de julio de 1983                    | Calvin Smith             | 9.93 (A)          | 22 años y 176 días | Estados Unidos         | América del Norte y Central | 9.93 (1983)          |          |
| 5   | 5 de mayo de 1984                     | Mel Lattany              | 9.96              | 24 años y 269 días | Estados Unidos         | América del Norte y Central | 9.96 (1984)          |          |
| 6   | 24 de septiembre de 1988              | Linford Christie         | 9.97              | 28 años y 175 días | Reino Unido            | Europa                      | 9.87 (1993)          |          |
| 7   | 20 de mayo de 1989                    | Raymond Stewart          | 9.97              | 24 años y 63 días  | Jamaica                | América del Norte y Central | 9.96 (1991)          |          |
| 8   | 16 de junio de 1989                   | Leroy Burrell            | 9.94              | 22 años y 115 días | Estados Unidos         | América del Norte y Central | 9.85 (1994)          |          |
| 9   | 25 de agosto de 1991                  | Dennis Mitchell          | 9.99              | 25 años y 186 días | Estados Unidos         | América del Norte y Central | 9.91 (1991)          |          |
| 10  | 25 de agosto de 1991                  | Frankie Fredericks       | 9.95              | 23 años y 327 días | Namibia                | África                      | 9.86 (1996)          |          |
| 11  | 11 de septiembre de 1991              | Andre Cason              | 9.99              | 22 años y 234 días | Estados Unidos         | América del Norte y Central | 9.92 (1993)          |          |
| 12  | 4 de abril de 1992                    | Olapade Adeniken         | 9.97              | 22 años y 229 días | Nigeria                | África                      | 9.95 (1994)          |          |
| 13  | 18 de abril de 1992                   | Michael Marsh            | 9.93              | 24 años y 258 días | Estados Unidos         | América del Norte y Central | 9.93 (1992)          |          |
| 14  | 18 de abril de 1992                   | Davidson Ezinwa          | 9.96              | 20 años y 148 días | Nigeria                | África                      | 9.94 (1994)          |          |
| 15  | 21 de mayo de 1993                    | Daniel Effiong           | 9.99              | 20 años y 338 días | Nigeria                | África                      | 9.98 (1993)          |          |
| 16  | 22 de julio de 1994                   | Jon Drummond             | 9.99              | 25 años y 316 días | Estados Unidos         | América del Norte y Central | 9.92 (1997)          |          |
| 17  | 22 de abril de 1995                   | Donovan Bailey           | 9.99              | 27 años y 127 días | Canadá                 | América del Norte y Central | 9.84 (1996)          |          |
| 18  | 15 de junio de 1995                   | Bruny Surin              | 9.97              | 27 años y 338 días | Canadá                 | América del Norte y Central | 9.84 (1999)          |          |
| 19  | 21 de abril de 1996                   | Ato Boldon               | 9.93              | 22 años y 113 días | Trinidad y Tobago      | América del Norte y Central | 9.86 (1998)          |          |
| 20  | 12 de junio de 1997                   | Maurice Greene           | 9.96              | 22 años y 324 días | Estados Unidos         | América del Norte y Central | 9.79 (1999)          |          |
| 21  | 12 de junio de 1997                   | Kareem Streete-Thompson  | 9.96              | 24 años y 74 días  | Estados Unidos         | América del Norte y Central | 9.96 (1997)          |          |
| 22  | 12 de junio de 1997                   | Tim Montgomery           | 9.96              | 22 años y 138 días | Estados Unidos         | América del Norte y Central | 9.92 (1997)          |          |
| 23  | 20 de junio de 1997                   | Percival Spencer         | 9.98              | 22 años y 116 días | Jamaica                | América del Norte y Central | 9.98 (1997)          |          |
| 24  | 13 de julio de 1997                   | Seun Ogunkoya            | 9.97              | 19 años y 197 días | Nigeria                | África                      | 9.92 (1998)          |          |
| 25  | 9 de agosto de 1998                   | Vincent Henderson        | 9.95              | 25 años y 293 días | Estados Unidos         | América del Norte y Central | 9.95 (1998)          |          |
| 26  | 11 de septiembre de 1998              | Obadele Thompson         | 9.87 (A)          | 22 años y 165 días | Barbados               | América del Norte y Central | 9.87 (1998)          |          |
| 27  | 5 de junio de 1999                    | Leonard Myles-Mills      | 9.98              | 26 años y 27 días  | Ghana                  | África                      | 9.98 (1999)          |          |
| 28  | 13 de junio de 1999                   | Dwain Chambers           | 9.99              | 21 años y 69 días  | Reino Unido            | Europa                      | 9.97 (1999)          |          |
| 29  | 2 de julio de 1999                    | Jason Gardener           | 9.98              | 23 años y 287 días | Reino Unido            | Europa                      | 9.98 (1999)          |          |
| 30  | 5 de julio de 1999                    | Tim Harden               | 9.92              | 25 años y 159 días | Estados Unidos         | América del Norte y Central | 9.92 (1999)          |          |
| 31  | 2 de junio de 2000                    | Coby Miller              | 9.98              | 23 años y 227 días | Estados Unidos         | América del Norte y Central | 9.98 (2000)          |          |
| 32  | 2 de junio de 2000                    | Bernard Williams         | 9.99              | 22 años y 135 días | Estados Unidos         | América del Norte y Central | 9.94 (2001)          |          |
| 33  | 21 de junio de 2000                   | Francis Obikwelu         | 9.97              | 21 años y 212 días | Nigeria                | África                      | 9.86 (2004)          | [ n. 6 ] |
| 34  | 12 de abril de 2002                   | Shawn Crawford           | 9.99              | 24 años y 88 días  | Estados Unidos         | América del Norte y Central | 9.88 (2004)          |          |
| 35  | 21 de abril de 2002                   | Joshua J. Johnson        | 9.95              | 25 años y 346 días | Estados Unidos         | América del Norte y Central | 9.95 (2002)          |          |
| 36  | 4 de mayo de 2002                     | Brian Lewis              | 9.99              | 27 años y 150 días | Estados Unidos         | América del Norte y Central | 9.99 (2002)          |          |
| 37  | 27 de julio de 2002                   | Kim Collins              | 9.98              | 26 años y 113 días | San Cristóbal y Nieves | América del Norte y Central | 9.93 (2016)          |          |
| 38  | 5 de mayo de 2003                     | Patrick Johnson          | 9.93              | 30 años y 221 días | Australia              | Oceanía                     | 9.93 (2003)          |          |
| 39  | 19 de julio de 2003                   | Deji Aliu                | 9.98              | 27 años y 239 días | Nigeria                | África                      | 9.95 (2003)          |          |
| 40  | 15 de agosto de 2003                  | John Capel               | 9.97              | 24 años y 261 días | Estados Unidos         | América del Norte y Central | 9.95 (2004)          |          |
| 41  | 15 de agosto de 2003                  | Justin Gatlin            | 9.97              | 21 años y 186 días | Estados Unidos         | América del Norte y Central | 9.74 (2015)          |          |
| 42  | 15 de agosto de 2003                  | Mickey Grimes            | 9.99              | 26 años y 309 días | Estados Unidos         | América del Norte y Central | 9.99 (2003)          |          |
| 43  | 12 de octubre de 2003                 | Uchenna Emedolu          | 9.97              | 27 años y 25 días  | Nigeria                | África                      | 9.97 (2003)          |          |
| 44  | 12 de junio de 2004                   | Asafa Powell             | 9.99              | 21 años y 202 días | Jamaica                | América del Norte y Central | 9.72 (2008)          |          |
| 45  | 14 de junio de 2005                   | Aziz Zakari              | 9.99              | 28 años y 285 días | Ghana                  | África                      | 9.99 (2005)          |          |
| 46  | 25 de junio de 2005                   | Marc Burns               | 9.96              | 22 años y 169 días | Trinidad y Tobago      | América del Norte y Central | 9.96 (2005)          |          |
| 47  | 25 de junio de 2005                   | Darrel Brown             | 9.99              | 20 años y 257 días | Trinidad y Tobago      | América del Norte y Central | 9.99 (2005)          |          |
| 48  | 5 de julio de 2005                    | Ronald Pognon            | 9.99              | 22 años y 231 días | Francia                | Europa                      | 9.99 (2005)          |          |
| 49  | 22 de julio de 2005                   | Leonard Scott            | 9.94              | 25 años y 184 días | Estados Unidos         | América del Norte y Central | 9.91 (2006)          |          |
| 50  | 25 de mayo de 2006                    | Olusoji Fasuba           | 9.93              | 21 años y 320 días | Nigeria                | África                      | 9.85 (2006)          |          |
| 51  | 21 de julio de 2006                   | Tyson Gay                | 9.97              | 23 años y 346 días | Estados Unidos         | América del Norte y Central | 9.69 (2009)          |          |
| 52  | 18 de agosto de 2006                  | Marcus Brunson           | 9.99              | 28 años y 116 días | Estados Unidos         | América del Norte y Central | 9.99 (2006)          |          |
| 53  | 24 de abril de 2007                   | Derrick Atkins           | 9.98              | 23 años y 109 días | Bahamas                | América del Norte y Central | 9.91 (2007)          |          |
| 54  | 8 de junio de 2007                    | Walter Dix               | 9.93              | 21 años y 128 días | Estados Unidos         | América del Norte y Central | 9.88 (2010)          |          |
| 55  | 26 de julio de 2007                   | Samuel Francis           | 9.99              | 20 años y 121 días | Catar                  | Asia                        | 9.99 (2007)          |          |
| 56  | 28 de septiembre de 2007              | Wallace Spearmon         | 9.96              | 22 años y 278 días | Estados Unidos         | América del Norte y Central | 9.96 (2007)          |          |
| 57  | 10 de mayo de 2008                    | Travis Padgett           | 9.96              | 21 años y 149 días | Estados Unidos         | América del Norte y Central | 9.89 (2008)          |          |
| 58  | 17 de mayo de 2008                    | Usain Bolt               | 9.76              | 21 años y 270 días | Jamaica                | América del Norte y Central | 9.58 (2009)          |          |
| 59  | 18 de mayo de 2008                    | Richard Thompson         | 9.93              | 22 años y 346 días | Trinidad y Tobago      | América del Norte y Central | 9.82 (2014)          |          |
| 60  | 28 de junio de 2008                   | Rodney Martin            | 9.95              | 25 años y 189 días | Estados Unidos         | América del Norte y Central | 9.95 (2008)          | [ 11 ]   |
| 61  | 28 de junio de 2008                   | Mark Jelks               | 9.99              | 24 años y 79 días  | Estados Unidos         | América del Norte y Central | 9.99 (2008)          | [ 11 ]   |
| 62  | 28 de junio de 2008                   | Darvis Patton            | 9.89              | 30 años y 207 días | Estados Unidos         | América del Norte y Central | 9.89 (2008)          | [ 11 ]   |
| 63  | 28 de junio de 2008                   | Ivory Williams           | 9.94              | 23 años y 57 días  | Estados Unidos         | América del Norte y Central | 9.93 (2009)          | [ 11 ]   |
| 64  | 22 de julio de 2008                   | Nesta Carter             | 9.98              | 22 años y 285 días | Jamaica                | América del Norte y Central | 9.78 (2010)          |          |
| 65  | 15 de agosto de 2008                  | Churandy Martina         | 9.99              | 24 años y 43 días  | Antillas Neerlandesas  | América del Norte y Central | 9.91 (2012)          |          |
| 66  | 16 de agosto de 2008                  | Michael Frater           | 9.97              | 25 años y 315 días | Jamaica                | América del Norte y Central | 9.88 (2011)          |          |
| 67  | 24 de mayo de 2009                    | Daniel Bailey            | 9.99              | 22 años y 257 días | Antigua y Barbuda      | América del Norte y Central | 9.91 (2009)          |          |
| 68  | 7 de junio de 2009                    | Michael Rodgers          | 9.94              | 24 años y 44 días  | Estados Unidos         | América del Norte y Central | 9.85 (2011)          | [ 12 ]   |
| 69  | 10 de julio de 2009                   | Yohan Blake              | 9.96              | 19 años y 196 días | Jamaica                | América del Norte y Central | 9.69 (2012)          | [ 13 ]   |
| 70  | 28 de agosto de 2009                  | Lerone Clarke            | 9.99              | 28 años y 52 días  | Jamaica                | América del Norte y Central | 9.99 (2009)          |          |
| 71  | 9 de julio de 2010                    | Christophe Lemaitre      | 9.98              | 20 años y 28 días  | Francia                | Europa                      | 9.92 (2011)          | [ 14 ]   |
| 72  | 19 de agosto de 2010                  | Trell Kimmons            | 9.95              | 25 años y 37 días  | Estados Unidos         | América del Norte y Central | 9.95 (2010)          | [ 15 ]   |
| 73  | 29 de agosto de 2010                  | Ryan Bailey              | 9.95              | 21 años y 138 días | Estados Unidos         | América del Norte y Central | 9.88 (2010)          | [ 16 ]   |
| 74  | 29 de agosto de 2010                  | Mario Forsythe           | 9.99              | 24 años y 303 días | Jamaica                | América del Norte y Central | 9.95 (2010)          | [ 16 ]   |
| 75  | 16 de abril de 2011                   | Steve Mullings           | 9.90              | 28 años y 139 días | Jamaica                | América del Norte y Central | 9.80 (2011)          | [ 17 ]   |
| 76  | 23 de abril de 2011                   | Ngonidzashe Makusha      | 9.97              | 24 años y 43 días  | Zimbabue               | África                      | 9.89 (2011)          | [ 18 ]   |
| 77  | 4 de junio de 2011                    | Nickel Ashmeade          | 9.96              | 21 años y 58 días  | Jamaica                | América del Norte y Central | 9.90 (2013)          | [ 19 ]   |
| 78  | 4 de junio de 2011                    | Keston Bledman           | 9.93              | 23 años y 88 días  | Trinidad y Tobago      | América del Norte y Central | 9.86 (2012)          | [ 20 ]   |
| 79  | 10 de junio de 2011                   | Mookie Salaam            | 9.97              | 21 años y 66 días  | Estados Unidos         | América del Norte y Central | 9.97 (2011)          |          |
| 80  | 30 de junio de 2011                   | Jaysuma Saidy            | 9.99              | 26 años y 364 días | Noruega                | Europa                      | 9.99 (2011)          | [ 21 ]   |
| 81  | 6 de junio de 2012                    | Harry Adams              | 9.96              | 22 años y 192 días | Estados Unidos         | América del Norte y Central | 9.96 (2012)          | [ 22 ]   |
| 82  | 7 de julio de 2012                    | Kemar Hyman              | 9.95              | 22 años y 270 días | Islas Caimán           | América del Norte y Central | 9.95 2012)           | [ 23 ]   |
| 83  | 7 de septiembre de 2012               | Kemar Bailey-Cole        | 9.97              | 20 años y 241 días | Jamaica                | América del Norte y Central | 9.92 (2015)          |          |
| 84  | 23 de mayo de 2013                    | Isiah Young              | 9.99              | 23 años y 138 días | Estados Unidos         | América del Norte y Central | 9.92 (2018)          |          |
| 85  | 5 de junio de 2013                    | Dentarius Locke          | 9.97              | 23 años y 175 días | Estados Unidos         | América del Norte y Central | 9.96 (2013)          | [ 24 ]   |
| 86  | 8 de junio de 2013                    | Gabriel Mvumvure         | 9.98              | 25 años y 105 días | Zimbabue               | África                      | 9.98 (2013)          |          |
| 87  | 21 de junio de 2013                   | Charles Silmon           | 9.98              | 21 años y 352 días | Estados Unidos         | América del Norte y Central | 9.98 (2013)          |          |
| 88  | 13 de julio de 2013                   | James Dasaolu            | 9.91              | 25 años y 311 días | Reino Unido            | Europa                      | 9.91 (2013)          |          |
| 89  | 13 de julio de 2013                   | Jimmy Vicaut             | 9.95              | 21 años y 136 días | Francia                | Europa                      | 9.86 (2015)          |          |
| 90  | 12 de abril de 2014                   | Simon Magakwe            | 9.98 (A)          | 27 años y 333 días | Sudáfrica              | África                      | 9.98 (2014)          | [ 25 ]   |
| 91  | 17 de mayo de 2014                    | Kemarley Brown           | 9.93              | 21 años y 301 días | Jamaica                | América del Norte y Central | 9.93 (2014)          | [ 26 ]   |
| 92  | 8 de junio de 2014                    | Chijindu Ujah            | 9.96              | 20 años y 95 días  | Reino Unido            | Europa                      | 9.96 (2014)          | [ 27 ]   |
| 93  | 13 de junio de 2014                   | Trayvon Bromell          | 9.97              | 18 años y 338 días | Estados Unidos         | América del Norte y Central | 9.84 (2015)          | [ 28 ]   |
| 94  | 28 de septiembre de 2014              | Femi Ogunode             | 9.93              | 23 años y 136 días | Catar                  | Asia                        | 9.91 (2015)          | [ 29 ]   |
| 95  | 10 de mayo de 2015                    | Clayton Vaughn           | 9.93              | 22 años y 360 días | Estados Unidos         | América del Norte y Central | 9.93 (2015)          |          |
| 96  | 17 de mayo de 2015                    | Andre De Grasse          | 9.97              | 20 años y 188 días | Canadá                 | América del Norte y Central | 9.91 (2016)          |          |
| 97  | 17 de mayo de 2015                    | Bryce Robinson           | 9.99              | 21 años y 185 días | Estados Unidos         | América del Norte y Central | 9.99 (2015)          |          |
| 98  | 20 de mayo de 2015                    | Marvin Bracy             | 9.95              | 21 años y 156 días | Estados Unidos         | América del Norte y Central | 9.93 (2015)          |          |
| 99  | 30 de mayo de 2015                    | Bingtian Su              | 9.99              | 25 años y 274 días | China                  | Asia                        | 9.91 (2018)          |          |
| 100 | 7 de junio de 2015                    | Adam Gemili              | 9.97              | 21 años y 244 días | Reino Unido            | Europa                      | 9.97 (2015)          |          |
| 101 | 25 de junio de 2015                   | Deondre Batson           | 9.94              | 22 años y 347 días | Estados Unidos         | América del Norte y Central | 9.94 (2015)          | [ 30 ]   |
| 102 | 25 de junio de 2015                   | Beejay Lee               | 9.99              | 22 años y 48 días  | Estados Unidos         | América del Norte y Central | 9.99 (2015)          | [ 30 ]   |
| 103 | 25 de junio de 2015                   | Quentin Butler           | 9.96              | 22 años y 280 días | Estados Unidos         | América del Norte y Central | 9.96 (2015)          | [ 31 ]   |
| 104 | 1 de julio de 2015                    | Akani Simbine            | 9.99              | 21 años y 283 días | Sudáfrica              | África                      | 9.89 (2016)          |          |
| 105 | 5 de julio de 2015                    | Henricho Bruintjies      | 9.97              | 21 años y 354 días | Sudáfrica              | África                      | 9.97 (2015)          |          |
| 106 | 11 de julio de 2015                   | Andrew Fisher            | 9.94              | 23 años y 208 días | Jamaica                | América del Norte y Central | 9.94 (2015)          |          |
| 107 | 12 de marzo de 2016                   | Waide Van Niekerk        | 9.98 (A)          | 23 años y 241 días | Sudáfrica              | África                      | 9.94 (2017)          | [ 32 ]   |
| 108 | 23 de abril de 2016                   | Omar McLeod              | 9.99              | 21 años y 364 días | Jamaica                | América del Norte y Central | 9.99 (2016)          | [ 33 ]   |
| 109 | 2 de junio de 2016                    | Ameer Webb               | 9.94              | 25 años y 75 días  | Estados Unidos         | América del Norte y Central | 9.94 (2016)          | [ 34 ]   |
| 110 | 6 de junio de 2016                    | Ben Youssef Meité        | 9.99              | 29 años y 208 días | Costa de Marfil        | África                      | 9.96 (2016)          | [ 35 ]   |
| 111 | 8 de junio de 2016                    | Senoj-Jay Givans         | 9.96              | 22 años y 161 días | Jamaica                | América del Norte y Central | 9.96 (2016)          | [ 36 ]   |
| 112 | 11 de junio de 2016                   | Aaron Brown              | 9.96              | 24 años y 15 días  | Canadá                 | América del Norte y Central | 9.96 (2016)          | [ 37 ]   |
| 113 | 12 de junio de 2016                   | Jak Ali Harvey           | 9.92 (A)          | 27 años y 39 días  | Turquía                | Europa                      | 9.92 (2016)          | [ 38 ]   |
| 114 | 25 de junio de 2016                   | Rondel Sorrillo          | 9.99              | 30 años y 153 días | Trinidad y Tobago      | América del Norte y Central | 9.99 (2016)          | [ 39 ]   |
| 115 | 3 de julio de 2016                    | Christian Coleman        | 9.95              | 20 años y 119 días | Estados Unidos         | América del Norte y Central | 9.79 (2018)          | [ 40 ]   |
| 116 | 30 de julio de 2016                   | Joel Fearon              | 9.96              | 27 años y 293 días | Reino Unido            | Europa                      | 9.96 (2016)          | [ 41 ]   |
| 117 | 17 de marzo de 2017                   | Thando Roto              | 9.95              | 21 años y 172 días | Sudáfrica              | África                      | 9.95 (2017)          | [ 42 ]   |
| 118 | 15 de abril de 2017                   | Ronnie Baker             | 9.99              | 23 años y 182 días | Estados Unidos         | América del Norte y Central | 9.87 (2018)          | [ 43 ]   |
| 119 | 22 de abril de 2017                   | Odean Skeen              | 9.98              | 22 años y 237 días | Jamaica                | América del Norte y Central | 9.98 (2017)          | [ 44 ]   |
| 120 | 13 de mayo de 2017                    | Nethaneel Mitchell-Blake | 9.99              | 23 años y 41 días  | Reino Unido            | Europa                      | 9.99 (2017)          | [ 45 ]   |
| 121 | 7 de junio de 2017                    | Cameron Burrell          | 9.93              | 22 años y 269 días | Estados Unidos         | América del Norte y Central | 9.93 (2017)          | [ 46 ]   |
| 122 | 7 de junio de 2017                    | Christopher Belcher      | 9.93              | 23 años y 129 días | Estados Unidos         | América del Norte y Central | 9.93 (2017)          | [ 46 ]   |
| 123 | 23 de junio de 2017                   | Julian Forte             | 9.99              | 24 años y 167 días | Jamaica                | América del Norte y Central | 9.91 (2017)          | [ 47 ]   |
| 124 | 6 de julio de 2017                    | Ramil Guliyev            | 9.97              | 27 años y 38 días  | Turquía                | Europa                      | 9.97 (2017)          | [ 48 ]   |
| 125 | 9 de septiembre de 2017               | Yoshihide Kiryū          | 9.98              | 21 años y 268 días | Japón                  | Asia                        | 9.98 (2017)          | [ 49 ]   |
| 126 | 13 de mayo de 2018                    | Kendal Williams          | 9.99              | 22 años y 232 días | Estados Unidos         | América del Norte y Central | 9.99 (2018)          |          |
| 127 | 25 de mayo de 2018                    | Jaylen Bacon             | 9.97              | 21 años y 293 días | Estados Unidos         | América del Norte y Central | 9.97 (2018)          |          |
| 128 | 25 de mayo de 2018                    | Andre Ewers              | 9.98              | 22 años y 260 días | Jamaica                | América del Norte y Central | 9.98 (2018)          |          |
| 129 | 9 de junio de 2018                    | Zharnel Hughes           | 9.91              | 22 años y 331 días | Reino Unido            | Europa                      | 9.91 (2018)          | [ 50 ]   |
| 130 | 9 de junio de 2018                    | Noah Lyles               | 9.93              | 20 años y 326 días | Estados Unidos         | América del Norte y Central | 9.88 (2018)          |          |
| 131 | 16 de junio de 2018                   | Arthur Gue Cissé         | 9.94              | 21 años y 169 días | Costa de Marfil        | África                      | 9.94 (2018)          | [ 51 ]   |
| 132 | 19 de junio de 2018                   | Zhenye Xie               | 9.97              | 24 años y 306 días | China                  | Asia                        | 9.97 (2018)          | [ 52 ]   |
| 133 | 22 de junio de 2018                   | Filippo Tortu            | 9.99              | 20 años y 7 días   | Italia                 | Europa                      | 9.99 (2018)          |          |
| 134 | 9 de julio de 2018                    | Barakat Al-Harthi        | 9.97              | 30 años y 24 días  | Omán                   | Asia                        | 9.97 (2018)          |          |
| 135 | 21 de julio de 2018                   | Tyquendo Tracey          | 9.96              | 25 años y 41 días  | Jamaica                | América del Norte y Central | 9.96 (2018)          | [ 53 ]   |
| 136 | 7 de agosto de 2018                   | Reece Prescod            | 9.96              | 22 años y 159 días | Reino Unido            | Europa                      | 9.94 (2018)          | [ 54 ]   |

### Totales
| Año  | Núm. de nuevos atletas |
| ---- | ---------------------- |
| 1968 | 1                      |
| 1977 | 1                      |
| 1983 | 2                      |
| 1984 | 1                      |
| 1988 | 1                      |
| 1989 | 2                      |
| 1991 | 3                      |
| 1992 | 3                      |
| 1993 | 1                      |
| 1994 | 1                      |
| 1995 | 2                      |
| 1996 | 1                      |
| 1997 | 5                      |
| 1998 | 2                      |
| 1999 | 4                      |
| 2000 | 3                      |
| 2002 | 4                      |
| 2003 | 6                      |
| 2004 | 1                      |
| 2005 | 5                      |
| 2006 | 3                      |
| 2007 | 4                      |
| 2008 | 10                     |
| 2009 | 4                      |
| 2010 | 4                      |
| 2011 | 6                      |
| 2012 | 3                      |
| 2013 | 6                      |
| 2014 | 5                      |
| 2015 | 12                     |
| 2016 | 10                     |
| 2017 | 9                      |
| 2018 | 11                     |

| Nación                 | Núm.. de atletas |
| ---------------------- | ---------------- |
| Estados Unidos         | 55               |
| Jamaica                | 20               |
| Reino Unido            | 10               |
| Nigeria                | 8                |
| Trinidad y Tobago      | 6                |
| Sudáfrica              | 5                |
| Canadá                 | 4                |
| Francia                | 3                |
| Ghana                  | 2                |
| Zimbabue               | 2                |
| Catar                  | 2                |
| Turquía                | 2                |
| Costa de Marfil        | 2                |
| China                  | 2                |
| Cuba                   | 1                |
| Namibia                | 1                |
| Barbados               | 1                |
| San Cristóbal y Nieves | 1                |
| Australia              | 1                |
| Bahamas                | 1                |
| Antillas Neerlandesas  | 1                |
| Antigua y Barbuda      | 1                |
| Noruega                | 1                |
| Islas Caimán           | 1                |
| Japón                  | 1                |
| Italia                 | 1                |
| Omán                   | 1                |

| Continente                  | Núm. de atletas |
| --------------------------- | --------------- |
| África                      | 20              |
| Asia                        | 6               |
| Europa                      | 17              |
| Oceanía                     | 1               |
| América del Norte y Central | 92              |
| América del Sur             | 0               |

## Tiempos medidos en forma manual
Los corredores indicados en esta sección fueron cronometrados en forma manual, registrando todos ellos un tiempo de 9,9 segundos. Todos los corredores tuvieron el récord mundial simultáneamente. Sin embargo, el registro del tiempo puede no haber sido demasiado preciso.
| Fecha en que marcó el tiempo por primera vez | Atleta           | Nacionalidad   | Número de veces que lo marcó |
| -------------------------------------------- | ---------------- | -------------- | ---------------------------- |
| 20 de junio de 1968                          | Jim Hines        | Estados Unidos | 2                            |
| 20 de junio de 1968                          | Ronnie Ray Smith | Estados Unidos | 1                            |
| 20 de junio de 1968                          | Charles Greene   | Estados Unidos | 1                            |
| 21 de junio de 1972                          | Steve Williams   | Estados Unidos | 4                            |
| 1 de julio de 1972                           | Eddie Hart       | Estados Unidos | 1                            |
| 1 de julio de 1972                           | Rey Robinson     | Estados Unidos | 1                            |
| 5 de junio de 1975                           | Silvio Leonard   | Cuba           | 1                            |
| 3 de abril de 1976                           | Harvey Glance    | Estados Unidos | 2                            |
| 22 de mayo de 1976                           | Don Quarrie      | Jamaica        | 1                            |

## Atletas que estuvieron a una centésima de lograrlo
Los corredores indicados en esta sección tienen una marca personal de 10.00 segundos y estuvieron a una centésima de batir la barrera de los 10 segundos.
| #  | Fecha en que marcó el tiempo | Atleta            | Viento | Edad               | Nacionalidad      | Continente                  |
| -- | ---------------------------- | ----------------- | ------ | ------------------ | ----------------- | --------------------------- |
| 1  | 9 de junio de 1984           | Marian Woronin    | +2.0   | 27 años y 301 días | Polonia           | Europa                      |
| 2  | 15 de agosto de 1986         | Chidi Imoh        | +1.0   | 22 años y 353 días | Nigeria           | África                      |
| 3  | 22 de julio de 1988          | Robson Da Silva   | +1.6 A | 21 años y 345 días | Brasil            | América del Sur             |
| 4  | 13 de diciembre de 1998      | Koji Ito          | +1.9   | 28 años y 318 días | Japón             | Asia                        |
| 5  | 13 de junio de 1999          | Eric Nkansah      | +1.1   | 24 años y 183 días | Ghana             | África                      |
| 6  | 23 de agosto de 2005         | Dwight Thomas     | +0.5   | 24 años y 334 días | Jamaica           | América del Norte y Central |
| 7  | 21 de junio de 2008          | Xavier Carter     | +1.6   | 22 años y 196 días | Estados Unidos    | América del Norte y Central |
| 8  | 10 de junio de 2009          | Trindon Holliday  | +1.4   | 23 años y 44 días  | Estados Unidos    | América del Norte y Central |
| 9  | 12 de junio de 2010          | Monzavous Edwards | +1.4   | 29 años y 36 días  | Estados Unidos    | América del Norte y Central |
| 10 | 10 de junio de 2011          | Maurice Mitchell  | +1.3   | 21 años y 170 días | Estados Unidos    | América del Norte y Central |
| 11 | 11 de agosto de 2013         | Zhang Peimeng     | +0.4   | 26 años y 151 días | China             | Asia                        |
| 12 | 5 de julio de 2014           | Trentavis Friday  | +1.6   | 19 años y 30 días  | Estados Unidos    | América del Norte y Central |
| 13 | 2 de julio de 2016           | John Teeters      | +1.9   | 23 años y 44 días  | Estados Unidos    | América del Norte y Central |
| 14 | 7 de junio de 2017           | Kyree King        | +1.3   | 22 años y 333 días | Estados Unidos    | América del Norte y Central |
| 15 | 14 de julio de 2017          | Yunier Pérez      | +2.0   | 32 años y 148 días | Cuba              | América del Norte y Central |
| 16 | 24 de septiembre de 2017     | Ryota Yamagata    | +0.2   | 25 años y 106 días | Japón             | Asia                        |
| 17 | 29 de julio de 2018          | Cejhae Greene     | +0.5   | 22 años y 296 días | Trinidad y Tobago | América del Norte y Central |
| 18 | 26 de agosto de 2018         | Tosin Ogunode     | +0.8   | 24 años y 177 días | Catar             | Asia                        |

### Totales
| Año  | Núm. de nuevos atletas |
| ---- | ---------------------- |
| 1984 | 1                      |
| 1986 | 1                      |
| 1988 | 1                      |
| 1998 | 1                      |
| 1999 | 1                      |
| 2005 | 1                      |
| 2008 | 1                      |
| 2009 | 1                      |
| 2010 | 1                      |
| 2011 | 1                      |
| 2013 | 1                      |
| 2014 | 1                      |
| 2016 | 1                      |
| 2017 | 3                      |
| 2018 | 2                      |

| Nación            | Núm.. de atletas |
| ----------------- | ---------------- |
| Estados Unidos    | 7                |
| Japón             | 2                |
| Polonia           | 1                |
| Nigeria           | 1                |
| Brasil            | 1                |
| Ghana             | 1                |
| Jamaica           | 1                |
| China             | 1                |
| Cuba              | 1                |
| Trinidad y Tobago | 1                |
| Catar             | 1                |

| Continente                  | Núm. de atletas |
| --------------------------- | --------------- |
| África                      | 2               |
| Asia                        | 4               |
| Europa                      | 1               |
| Oceanía                     | 0               |
| América del Norte y Central | 10              |
| América del Sur             | 1               |

## Velocistas blancos
Los corredores indicados en esta sección son los atletas blancos que lograron batir la barrera de los 10 segundos, actualmente solo europeos y asiáticos.
| # | Fecha en que marcó el tiempo | Atleta              | Tiempo | Edad               | Nacionalidad | Continente | Marca personal (año) | Cantidad de carreras sub-10 |
| - | ---------------------------- | ------------------- | ------ | ------------------ | ------------ | ---------- | -------------------- | --------------------------- |
| 1 | 9 de julio de 2010           | Christophe Lemaitre | 9.98   | 20 años y 28 días  | Francia      | Europa     | 9.92 (2011)          | 7                           |
| 2 | 30 de mayo de 2015           | Bingtian Su         | 9.99   | 25 años y 274 días | China        | Asia       | 9.91 (2018)          | 5                           |
| 3 | 6 de julio de 2017           | Ramil Guliyev       | 9.97   | 27 años y 38 días  | Turquía      | Europa     | 9.97 (2017)          | 1                           |
| 4 | 9 de septiembre de 2017      | Yoshihide Kiryū     | 9.98   | 21 años y 268 días | Japón        | Asia       | 9.98 (2017)          | 1                           |
| 5 | 19 de junio de 2018          | Xie Zhenye          | 9.97   | 24 años y 306 días | China        | Asia       | 9.97 (2018)          | 2                           |
| 6 | 22 de junio de 2018          | Filippo Tortu       | 9.99   | 20 años y 7 días   | Italia       | Europa     | 9.99 (2018)          | 1                           |
| 7 | 20 de julio de 2019          | Yuki Koike          | 9.98   | 24 años y 67 días  | Japón        | Asia       | 9. 98 (2019)         | 1                           |

### Totales
| Año  | Núm. de nuevos atletas |
| ---- | ---------------------- |
| 2010 | 1                      |
| 2015 | 1                      |
| 2017 | 2                      |
| 2018 | 2                      |
| 2019 | 1                      |

| Nación  | Núm.. de atletas |
| ------- | ---------------- |
| China   | 2                |
| Francia | 1                |
| Turquía | 1                |
| Japón   | 2                |
| Italia  | 1                |

| Continente                  | Núm. de atletas |
| --------------------------- | --------------- |
| África                      | 0               |
| Asia                        | 4               |
| Europa                      | 3               |
| Oceanía                     | 0               |
| América del Norte y Central | 0               |
| América del Sur             | 0               |